# Boquila trifoliolata
Boquila trifoliolata is een liaanachtige klimplant uit de familie Lardizabalaceae. De soort komt voor in de gematigde regenwouden van Chili en Argentinië. De plant heeft opmerkelijke mimetische eigenschappen.

## Beschrijving
De plant is in staat de afmetingen, vorm en kleur van de bladeren van de plant waarlangs hij groeit na te bootsen in zijn eigen bladeren. Opmerkelijk is dat de klimplant in staat is de bladeren van verschillende soorten na te bootsen. Zelfs een enkele plant is in staat bladeren van verschillende andere planten die in de buurt groeien te imiteren in zijn eigen bladeren. Hierdoor vermindert de klimplant waarschijnlijk de kans dat zijn bladeren worden opgegeten door insecten.
De bessen zijn eetbaar.